# 田中正佐
田中 正佐（たなか しょうすけ、1908年（明治41年）11月2日 - 2000年（平成12年）1月8日）は、日本の実業家。大丸副社長を経て、東急グループの総帥である五島昇に招かれ、東急百貨店社長に就き、東光ストア（現・東急ストア）や東急エージェンシー社長も兼任し、グループの流通事業の発展に力を尽くした。

## 来歴・人物
山形県鶴岡市出身。父正造、母こえだのもと7人兄弟の次男として生まれる。田中家は庄内藩の家臣で、母方は家老の家柄だった。
鶴岡中学校、新潟高等学校、京都帝国大学経済学部を卒業。山添直（小田急不動産社長）は幼友達。
満鉄への入社を希望していたが、知人のすすめもあって1933年、大丸に入社。入社5年後の1938年、大丸が進出していた中国の蘇州店支配人を任される。1944年、現地で3000人もいた在郷軍人の中からただ1人召集され、終戦時、田中は家族を蘇州に残したまま、浦和市で復員した。
1945年大阪店（心斎橋店）副支配人となり、1947年京都店支配人、1951年取締役に選任される。1954年の東京・八重洲進出の際には東京店長として活躍。「三越の屋上にぺんぺん草をはやしてみせる」と三越日本橋店に並々ならぬ闘争心を持ち、バーゲンセールで東京店の開店を大成功させた。このあと、やや低調気味だった大阪店長となり、ここでも陣頭指揮をとり、大阪一の売上を達成する。1967年には売場増設を前に東京店長として返り咲き、翌68年4月には副社長に昇進。東京店の売場増設キャンペーンを統率した。
田中は、北沢敬二郎社長のバックアップのもとに、やりたい放題の手腕を発揮していた。強引ともいえる"田中商法"が通用したといえるのも北沢があってのことだった。だが、その後ろ盾が急にいなくなった結果が、田中の東急百貨店入りに結びつく。北沢亡き後の大丸で、例えば、田中が強力に反対していた八王子進出を巡り、いつの間にかその責任者を押し付けられていたり、副社長から平取締役に降格させられたりと、意にそまぬ毎日を送っていた。

### 東急百貨店に移籍
1972年、五島昇東急グループ総帥に手腕を買われ、東急百貨店の再建役としてスカウトされ、同社副社長に就き、1978年に社長に就任した。移籍後、早速札幌店、吉祥寺店を開店し、その営業を軌道に乗せて、2年目で黒字転換という離れ業を演じてみせた。その一方、五島が出店する気になっていた池袋のサンシャインシティへの出店には猛烈に反対。東急に代わってサンシャインシティには三越（サンシャインシティ三越）が出店している。田中は反対の理由を「あのビルに出ると東急の命取りになると思った。僕は出店計画ではデータを重視します。でも、それ以上に自分の感覚を大切にする。あそこは百貨店としての立地が悪すぎると思ったんです。五島さんに世話になって、この反対だけで、いくらかの恩返しができたと信じています」と述べている。
1981年に東急グループ3社の社長を退任してからは経営の一線を退き、2000年1月8日、脳幹梗塞のため東京都千代田区の病院で死去。91歳没。
郷土人形の収集家としても有名で、一部は郷里の致道博物館に寄贈され、松ヶ岡開墾記念館の2階に「田中正佐・正臣コレクション」として展示されている。

## 親族
大丸の同県人の紹介で米沢出身の美彌子と結婚。男児3人をもうけた。